# Cryptocephalus beckeri
Cryptocephalus beckeri – gatunek chrząszcza z rodziny stonkowatych i podrodziny Cryptocephalinae.
Gatunek ten został opisany w 1860 roku przez Augusta Morawicza i umieszczony w podrodzaju Asionus.
Wykazany z południowej części europejskiej Rosji i z Kazachstanu.